# Anosia deficiens
Anosia deficiens är en fjärilsart som beskrevs av Abel Dufrane 1948. Anosia deficiens ingår i släktet Anosia och familjen praktfjärilar. Inga underarter finns listade i Catalogue of Life.